# Ley de Zipf

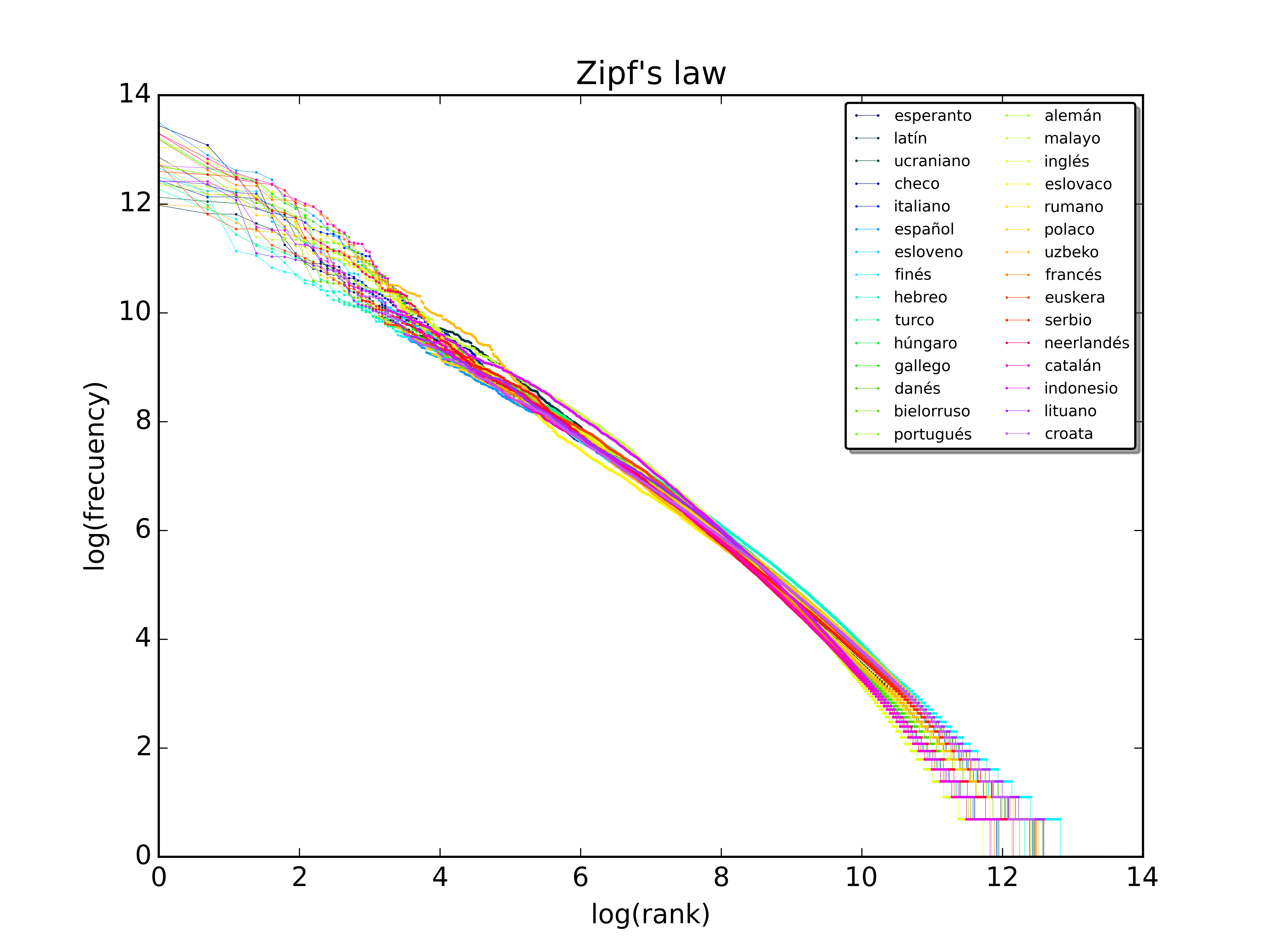
Gráficas de ranking versus la frecuencia de las primeras 10 millones de palabras en 30 Wikipedias (descargas de octubre del 2015) en una representación logarítmica en los dos ejes.

La llamada ley de Zipf, formulada en la década de 1940 por George Kingsley Zipf, lingüista de la Universidad de Harvard, es una ley empírica según la cual en una determinada lengua la frecuencia de aparición de distintas palabras sigue una distribución que puede aproximarse por 
{\displaystyle P_{n}\sim 1/n^{a}}
donde Pn representa la frecuencia de la n-ésima palabra más frecuente y el exponente a es un número real positivo, en general ligeramente superior a 1. Esto significa que el segundo elemento se repetirá aproximadamente con una frecuencia de 1⁄2 de la del primero, el tercer elemento con una frecuencia de 1⁄3 del primero y así sucesivamente. Una ley no empírica, pero más precisa, derivada de los trabajos de Claude Shannon fue descubierta por Benoît Mandelbrot.
La ley de Zipf se cumple para la mayoría de las lenguas, inclusive para lenguas planificadas como el esperanto.
La misma relación existe en muchos otros ránkings, como la población de ciudades en varios países o regiones (la segunda ciudad del país tiene la mitad de habitantes que la primera, etc.), tamaño de multinacionales, rankings de ingresos, etc.